# Savannah, Georgia
Savannah là thành phố lâu đời nhất của tiểu bang Georgia và đồng thời cũng là quận lỵ của Quận Chatham. Ra đời vào năm 1733 bên dòng sông Savannah, Savannah đã là thủ phủ của Georgia thuộc Anh và sau đó trở thành thủ phủ đầu tiên của bang Georgia. Từng là một thành phố cảng chiến lược trong cuộc Cách mạng Mỹ và cả Nội chiến Mỹ, Savannah ngày nay là một trung tâm công nghiệp và cảng biển quan trọng bên bờ Atlantic. Là thành phố lớn thứ năm của bang Georgia, với dân số năm 2019 khoảng 144.464 người. Vùng đô thị Savannah lớn thứ ba của bang, có dân số khoảng 393.353 người vào năm 2019.
Savannah thu hút hàng triệu du khách mỗi năm đến những con phố lát đá cuội, công viên và những tòa nhà cổ. Các địa điểm tham quan nổi tiếng có thể kể đến như Nơi sinh của Juliette Gordon Low (người sáng lập Hội Nữ Hướng đạo Mỹ), Historical Society của bang Georgia, bảo tàng Telfair, nhà thờ Baptist đầu tiên của người châu Phi ở Mỹ,...
Khu vực trung tâm của Savannah bao gồm quận Savannah Historic District, quận Savannah Victorian Historic District và quảng trường 22 - là một trong những địa danh lịch sử lớn nhất nước Mỹ. Khu trung tâm này hiện nay vẫn giữ lại những khu dân cư cổ.
Savannah từng là thành phố tổ chức phần thi Đua thuyền trong Thế vận hội mùa hè 1996 tại Atlanta.